# Garbage
 (транскр.  Гарбиџ) америчка је музичка група. Основана је 1993. године у Медисону (Висконсин). Чланови групе су Ширли Менсон (вокал), Буч Виг (бубњеви), Дјук Ериксон (гитара) и Стив Маркер (гитара). Сви чланови учествују у писању песама и продукцији. Широм света су продали више од 17 милиона примерака својих албума.

## Чланови

### Садашњи
- Ширли Менсон — вокал, гитара, клавијатуре
- Дјук Ериксон — гитара, бас-гитара, клавијатуре
- Стив Маркер — гитара, клавијатуре
- Буч Виг — бубањ, удараљке

## Дискографија

### Студијски aлбуми
- (1995)
- (1998)
- (2001)
- (2005)
- (2012)
- (2016)
- (2021)

### Компилације
- (2007)
- (2012)

### Ремикс албуми
- (2018)

## Награде и номинације
- Награда Греми

| Година | Категорија        | Номиновано дело | Исход      |
| ------ | ----------------- | --------------- | ---------- |
| 1999.  | Најбољи рок албум |                 | Номинација |

## Наступи у Србији
| Датум         | Место    | Простор                 | Напомене                 | Изв.        |
| ------------- | -------- | ----------------------- | ------------------------ | ----------- |
| 8. јул 2005.  | Нови Сад | Петроварадинска тврђава | у оквиру фестивала Егзит | [ 1 ]       |
| 28. јун 2019. | Београд  | СРЦ 11. април (базени)  | предгрупа: Аутопарк      | [ 2 ] [ 3 ] |

## Галерија
- Концерт у Копенхагену (2005)
-Garbage у Њујорку (2015)
- Концерт бенда Garbage (2016)